# Минтерн (Колорадо)
Минтерн (енгл. Minturn) град је у америчкој савезној држави Колорадо.

## Демографија
По попису из 2010. године број становника је 1.027, што је 41 (-3,8%) становника мање него 2000. године.
| Група             | 2000.       | 2010.       |
| Белци             | 571 (53,5%) | 652 (63,5%) |
| Афроамериканци    | 3 (0,3%)    | 7 (0,7%)    |
| Азијати           | 1 (0,1%)    | 6 (0,6%)    |
| Хиспаноамериканци | 475 (44,5%) | 347 (33,8%) |
| Укупно            | 1.068       | 1.027       |